# Klin (Hohe Tatra)

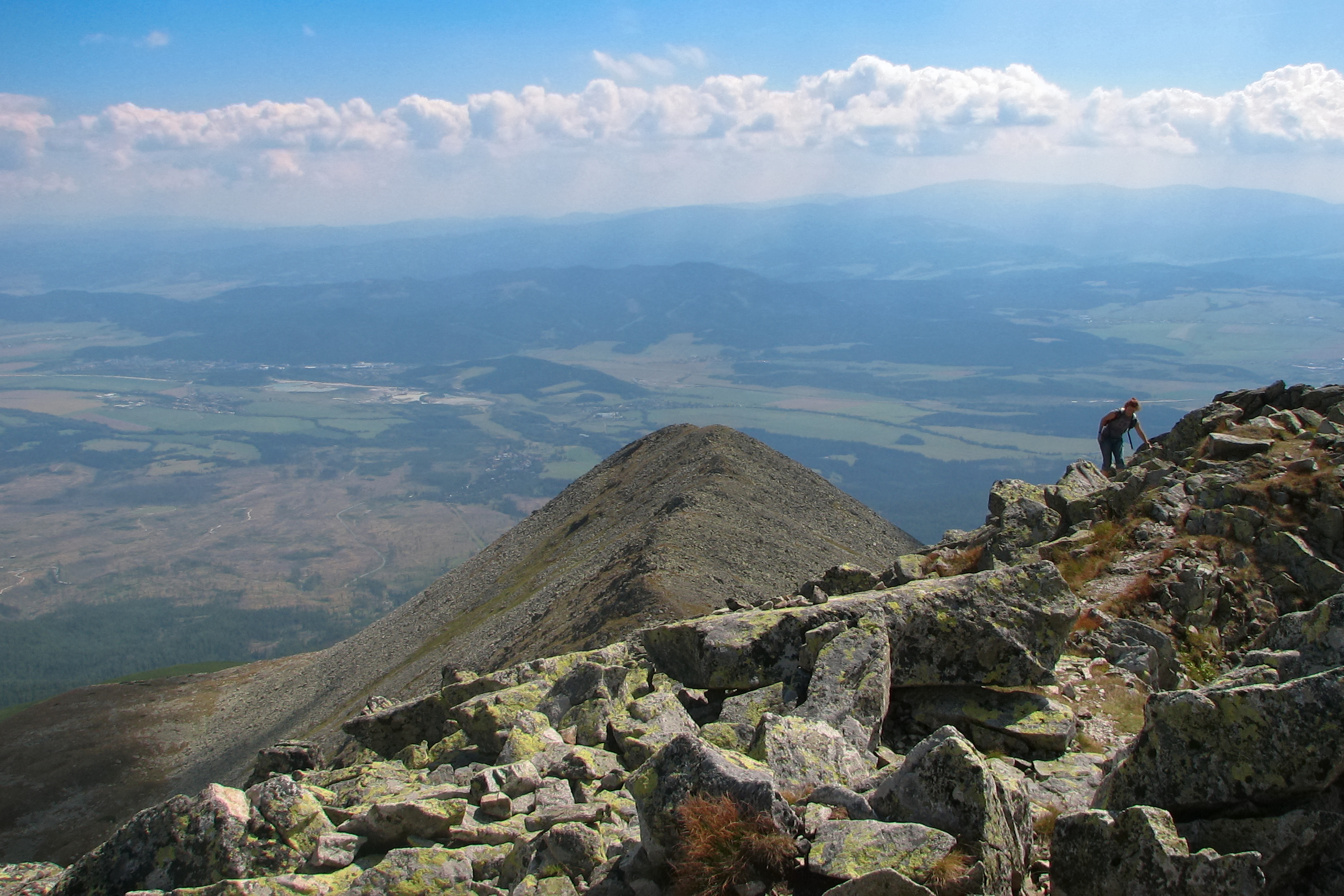
Blick auf Klin vom Gipfel der Tupá

Der Klin ist ein 2183 m n.m. hoher Berg in der Hohen Tatra in der Slowakei. Der Berg befindet sich auf einem vom Berg Tupá südlich verlaufenden Seitengrat und ist von diesem durch den Sattel Tupá priehyba getrennt. Angrenzende Täler sind Dolina Veľkej hučavy im Südwesten und Štôlska dolina im Südosten.
Der Berg wurde zum ersten Mal 1880 auf einer Militärkarte der Hohen Tatra genannt. Im 18. Jahrhundert war er, ähnlich wie Tupá, nur unter dem Sammelbegriff mengusfalvensis mons, der für den Abschluss des Tals Mengusovská dolina galt, bekannt. Der Name der Bergs (wörtlich „Keil“) wurde in der Vergangenheit häufig mit der Bezeichnung der Tupá (wörtlich „stumpf“; 2284 m n.m.) gegenseitig vertauscht. 
Der Klin liegt abseits touristischer Wanderwege und ist somit offiziell nur für Mitglieder alpiner Vereine oder mit einem Bergführer zugänglich, ist aber relativ leicht erreichbar. An den West- und Südhängen verläuft der rot markierte Wanderweg Tatranská magistrála.